# Callum Thorpe
Callum Thorpe est un chanteur lyrique basse britannique spécialiste du répertoire baroque.

## Biographie

### Jeunesse
Durant sa jeunesse, Callum Thorpe chantait dans le cœur de la Cathédrale Saint-Michel de Coventry en Angleterre. Avant de devenir chanteur professionnel, il obtient un doctorat en immunologie à l'Imperial College London. Il rejoint finalement un cursus d'apprentissage du chant à l'Académie Royale de Musique de Grande-Bretagne à Londres. Il apprend la musique avec Mark Wildman et en sort diplômé en 2009. La même année, alors membre du chœur du Glyndebourne, il est lauréat du prix Glyndebourne on Tour-Donald A. Anderson et reçoit le prix Harry Fischer Memorial.

### AvecLes Arts florissants
Le chanteur collabore très tôt puis régulièrement avec l'ensemble Les Arts florissants de William Christie. La première participation du chanteur avec ces musiciens date de 2009, dans le concert Love's Delight, dirigé par Jonathan Cohen, reprenant des airs baroques d'Henry Purcell et de Georg Friedrich Haendel notamment. Il est lauréat de l'académie interne, le Jardin des Voix, lors de la cinquième édition en 2011, qui contribue à révéler le chanteur.
Avec cet ensemble, on le verra aussi chanter dans d'autres opéras baroques comme The Fairy Queen ou The Indian Queen (dirigé par Paul Agnew en 2010) du compositeur baroque anglais Henry Purcell. La production du premier, débutée à Paris, sera ensuite reprise à Caen et New York.
Il chante avec cet ensemble par la suite au sein de nombreuses productions d'opéra baroque principalement. On le retrouve notamment en tant que Parques dans Hippolyte et Aricie de Jean-Philippe Rameau, en 2013, ou dans Atys de Jean-Baptiste Lully au Festival de Glyndebourne. Cette dernière œuvre, représentée en 2011 plusieurs fois par la suite à l'Opéra Comique de Paris, au Théâtre de Caen, au Grand Théâtre de Bordeaux et à l'Opéra de Versailles, est dirigée par William Christie et mise en scène par Jean-Marie Villégier. Callum Thorpe y joue le rôle de Phobétor, à la suite du Sommeil, assuré par Paul Agnew.

### Carrière
En 2015, il fait ses débuts au Royal Opera House de Londres en tant que Pluton dans L'Orfeo de Claudio Monteverdi. La même année, il interprète le rôle de Gibarian lors de la création mondiale de l'opéra contemporain Solaris de Dai Fujikura au Théâtre des Champs-Élysées en mars 2015, repris par la suite à l'Opéra de Lausanne et celui de Versailles,.
En 2016, le chanteur se produit dans une représentation de La Descente d'Orphée aux enfers de Marc-Antoine Charpentier et chante le rôle de Masetto dans Don Giovanni de Mozart pour le Festival de Glydebourne. La production sera reprise au Garsington Opera ainsi qu'au Birgitta Festival en Estonie.
Le chanteur joue le d'Antinoüs dans Le Retour d'Ulysse dans sa patrie de Claudio Monteverdi, en 2017 au Théâtre des Champs-Élysées, dirigé par Emmanuelle Haïm avec l'ensemble baroque Le Concert d'Astrée et mis en scène par Mariame Clément. Il y chante avec la mezzo-soprano Magdalena Kozena ainsi que la haute-contre Mathias Vidal. On le retrouve la même année en tant que Masetto et cette fois Le Commandeur dans Don Giovanni à l'Opéra Royal de Versailles en 2017, dirigé par Marc Minkowski avec les musiciens du Louvre et mis en scène par Ivan Alexandre,.

### Avec le Bayerische Staatsoper
De 2017 à 2021, il est membre de l'ensemble voix solo de la maison d'opéra allemande Bayerisches Staatsoper de Munich dans lequel il joue de nombreux rôles dans des opéras, dont plusieurs de Giuseppe Verdi tel que Les Vêpres Siciliennes (en 2018 et 2020) ou Falstaff (en 2020). Il y joue de nombreux rôles tels que Zuniga dans Carmen de Bizet dans trois productions entre 2018 et 2020. On le retrouve avec Rossini dans Andrea Chenier en tant que Schmidt ou le Chamberlain, entre 2017 et 2019 dans deux productions différentes.

## Répertoire

### Style
En partie dévolue au répertoire baroque, notamment par sa contribution à l'ensemble des Arts florissants, Callum Thorpe donne sa voix pour de nombreux genres lyriques. De tessiture basse, elle lui ouvre la porte à de nombreux seconds rôles du grand répertoire de l'opéra classique. Cependant, il la donne également aux opéras plus modernes. Il participe à la création du nouvel opéra de Dai Fujikura en 2015, mais joue régulièrement certaines œuvres du xxe siècle comme The Lighthouse de Peter Maxwell Davies ou Der Kaiser von Atlantis de Viktor Ullmann.

### Oratorios
Au-delà de l'opéra, Callum Thorpe chante régulièrement des oratorios ou des cantates. Il a notamment participé à La Passion de Saint-Matthieu de Jean-Sébastien Bach à la Philharmonie Zuidnederland sous la direction de Paul Goodwin ou encore Israel en Egypte d'Haendel. En 2016, il chante également le Requiem de Verdi à la Cathédrale de Gloucester et en 2017 celui de Mozart à La Seine Musicale. Cette dernière production, mise en scène et chorégraphiée, est dirigée par Marc Minkowski, avec les Musiciens du Louvre et les choristes de La Maîtrise des Hauts-de-Seine. Son répertoire inclut par ailleurs l'oratorio de Bach La Passion de Saint-Jean, ainsi La Création d'Haydn ou encore la Petite messe solennelle de Rossini. Il chante pour celui d'Haendel, Le Messie, en 2017, pour ses débuts au Bergen Nasjonale Opera en Norvège.

## Autres rôles
- Valens dans Theodora d'Haendel, au Théâtre du Châtelet en 2015 dirigé par William Christie avec Les Arts florissants, mis en scène par Stephen Langridge[15].
- La Seine dans la sérénade d'Antonio Vivaldi La Sena festeggiante, en 2017 à Clermont-Ferrand, dirigé par Jonathan Cohen[16].
- Pistola dans Falstaff de Verdi au Bayerisches Staatsoper de Munich en 2020, dirigé par Michele Mariotti et mis en scène par Mateja Koležnik[17].
- L'Oracle et Un Dieu infernal dans deux productions de l'opéra Alceste de Gluck au Bayerische Staatsoper entre 2019 et 2020.
- Premier Nazaréen dans Salome de Richard Strauss en 2020 au Bayerische Staatsoper, dirigé par Kirill Petrenko et mis en scène par Krzysztof Warlikowski.
- Rocco dans Fidelio de Beethoven en 2021 au Festival Glyndebourne, dirigé par Ben Glassberg et mis en scène par Frederic Wake-Walker[18].
- Lord Talbot dans Maria Sturda de Donizetti, à l'Opera North dirigé par Fergus Sheil et mis en scène par Tom Creed[19].

## Enregistrements
- An Ode on the death of Mr Purcell, chez Hyperion, dirigé par Jonathan Cohen avec l'orchestre Arcangelo, enregistré en 2015, 1 CD[20].
- Monteverdi Madrigali, Cremona, Mantova, Venezia, paru en 2017 chez Harmonia Mundi, dirigé par Paul Agnew avec Les Arts florissants, coffret[21].